# Манаку
Манаку (*прибл. 1700 —1760) — індійський художник, представник живопису Пахарі.

## Життєпис
Народився у мистецькій родині у м. Гулер (сучасний штат Хімчадал-прадеш). Син Пандіта Сеу, місцевого художника. Навчався у свого батька, а згодом продовжив традицію його малювання. Першу самостійну роботу створив у 1725 році — серія мініатюр, присвячених частині «Рамаяни», що оповідають про війну на Ланці (сучасна Шрі-Ланка). Тут Манаку розвинув мистецтво Пандіта Сеу, розробивши нові композиційні рішення для зображенням складних оповідних сцен.

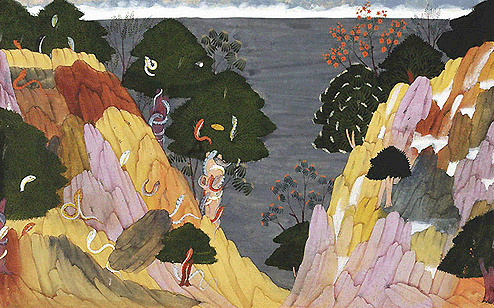
Сцена з «Гіти-Говінди»

У 1730 році створив низку мініатюр-ілюстрацій твору «Гіта-Говінда». Тут проявилася майстерність Манаку у зображені однокольорових образів. З часом персонажі картин Манаку стають все більш реалістичними. Основні теми — релігійні, відображення діянь Крішни та Рами. Справу художника продовжили його сини Фатту й Хушала.